# 818
Évszázadok: 8. század – 9. század – 10. század
Évtizedek: 760-as évek – 770-es évek – 780-as évek – 790-es évek – 800-as évek – 810-es évek – 820-as évek – 830-as évek – 840-es évek – 850-es évek – 860-as évek
Évek: 813 – 814 – 815 – 816 –  817 – 818 – 819 – 820 – 821 – 822 – 823

## Események

### Európa
- A 20 éves Bernard itáliai király (Nagy Károly fiának, Pippinnek törvénytelen fia) felháborodik azon, hogy nagybátyja, Jámbor Lajos császár végrendelete értelmében nem kap újabb területeket és Lothár unokatestvérének kell majd vazallusi hűségesküt tennie. Összeesküvést szervez királyságának önállósodására, de terve kiderül. Lajos foglyul ejti és halálra ítéli Bernardot, majd "kegyelme" jeléül csak megvakíttatja. Bernard a tüzes vassal végzett megvakításba két nappal később belehal. Itália koronáját Lothár kapja meg. Az összeesküvésben való részvétele miatt megfosztják hivatalától és bebörtönzik Theodulf orléans-i püspököt is.
- Jámbor Lajos a bretonok ellen visel hadat és megöli királyukat Mormant. Mikor hazatér, megtudja, hogy felesége, Hermengarde időközben meghalt.
- Jámbor Lajos mentelmi jogot ad és közvetlenül a császár alá rendeli a Skt. Gallen-i apátságot.
- Omurtag bolgár kán központosító rendelkezéseket hoz és emiatt a Duna mentén élő timocsán és branicsevác szláv törzsek fellázadnak ellene. A frankok segítségét kérik és tömegesen költöznek át a frank uralom alatt lévő Dunántúlra.
- Ljudevit alsó-pannóniai szláv fejedelem követséget küld Jámbor Lajoshoz, hogy elpanaszolja a Cadolah friuli herceg által elkövetett önkényeskedéseket és kegyetlenkedéseket.
- Córdoba városa fellázad al-Hakam emír ellen. A felkelés leverése után az emír 300 nemest keresztre feszíttet, 20 ezer córdobait pedig száműz; ők nagyrészt a marokkói Fezbe menekülnek.
- Coenwulf merciai király feldúlja a walesi Dyfedet.

## Születések
- Szahl al-Tusztarí, perzsa szufí misztikus

## Halálozások
- április 17. – Bernard, itáliai király
- október 3. – Hesbaye-i Ermengarde, Jámbor Lajos császár felesége
- Ali al-Ridá, síita imám
- Morman, breton fejedelem

## Fordítás
- Ez a szócikk részben vagy egészben  a(z)   818 című angol Wikipédia-szócikk ezen változatának fordításán alapul.  Az eredeti cikk szerkesztőit annak laptörténete sorolja fel. Ez a jelzés csupán a megfogalmazás eredetét és a szerzői jogokat jelzi, nem szolgál a cikkben szereplő információk forrásmegjelöléseként.